# Morandi
Morandi – rumuński duet dance-popowy tworzony przez popularnego w Rumunii kompozytora i producenta (m.in. zespołu Akcent) Mariusa Mogę (znanego jako MaxiMo, ur. 1981, Alba Iulia) oraz frontmana i wokalistę Andreasa Ștefana Ropcea (Randi). Nazwa formacji jest połączeniem pseudonimów członków: Mo (Moga) + Randi (Rapcea).
Duet był nominowany w 2005 roku do MTV Europe Music Awards w kategorii Najlepszy Wykonawca Rumuński, jednakże tytuł otrzymał zespół Voltaj. Rok później, w ramach tej samej nagrody, zespół został laureatem w kategoriach: Najlepsza Piosenka (za Beijo) oraz Najlepszy Teledysk (za Falling Asleep).
Poza Rumunią najbardziej znane są piosenki Love Me, Beijo (w języku portugalskim), Angels i Falling Asleep, które zdobyły umiarkowaną popularność na europejskich listach przebojów (gł. w Turcji, Grecji, Bułgarii, Polsce i Portugalii).
Utwór Beijo (w wersji angielskojęzycznej jako Uh la la) został wydany w Wielkiej Brytanii we wrześniu 2006 roku przez Apollo Recordings.

## Dyskografia
Albumy
- Reverse (2005)
- Mind Fields (2006)
- N3XT (2007)
- Best of Morandi (2011)

Single
- Love Me (2004)
- Beijo (2005)
- Falling Asleep (2006)
- Oh La La (2006)
- A La Lujeba (2006)
- Angels (Love is the Answer) (2007)
- Afrika (2007)
- Save Me (2008)
- In ochii tai (2009) (feat. Ita) – singiel wydany tylko w Rumunii
- Colors (2009)
- Rock The World (2010)
- Midnight Train (2010)
- Serenada (2011)
- Everytime We Touch (2013)
- Summer in December (2014) (feat. Inna)
- Keep You Safe (2016)
- Kalinka (2018) – platynowa płyta w Polsce[1]